# Hellbach (Emscher)
Der Hellbach ist ein rechtes Nebengewässer der Emscher.

## Verlauf
Der Hellbach entspringt im Bereich der Recklinghäuser Innenstadt, wo er verrohrt unterirdisch fließt. Östlich der Recklinghäuser Altstadt tritt der Bach zu Tage und wird begradigt, betoniert und offen geführt. Er fließt in südlicher Richtung durch die Stadtteile Hillerheide, Grullbad und Recklinghausen-Süd. Dort erinnert der Straßenname An der Hellebecke an den historischen niederdeutschen Namen des Bachs. Im Stadtteil Hillerheide mündet der Breuskes Mühlenbach von rechts in den Hellbach ein. Die Mündung des Hellbachs in die Emscher liegt unmittelbar an der Herner Stadtgrenze, gegenüber von Herne-Baukau. Die Länge des Wasserlaufs beträgt 6,7 km, mit Nebengewässern 10 km. 

## Geschichte

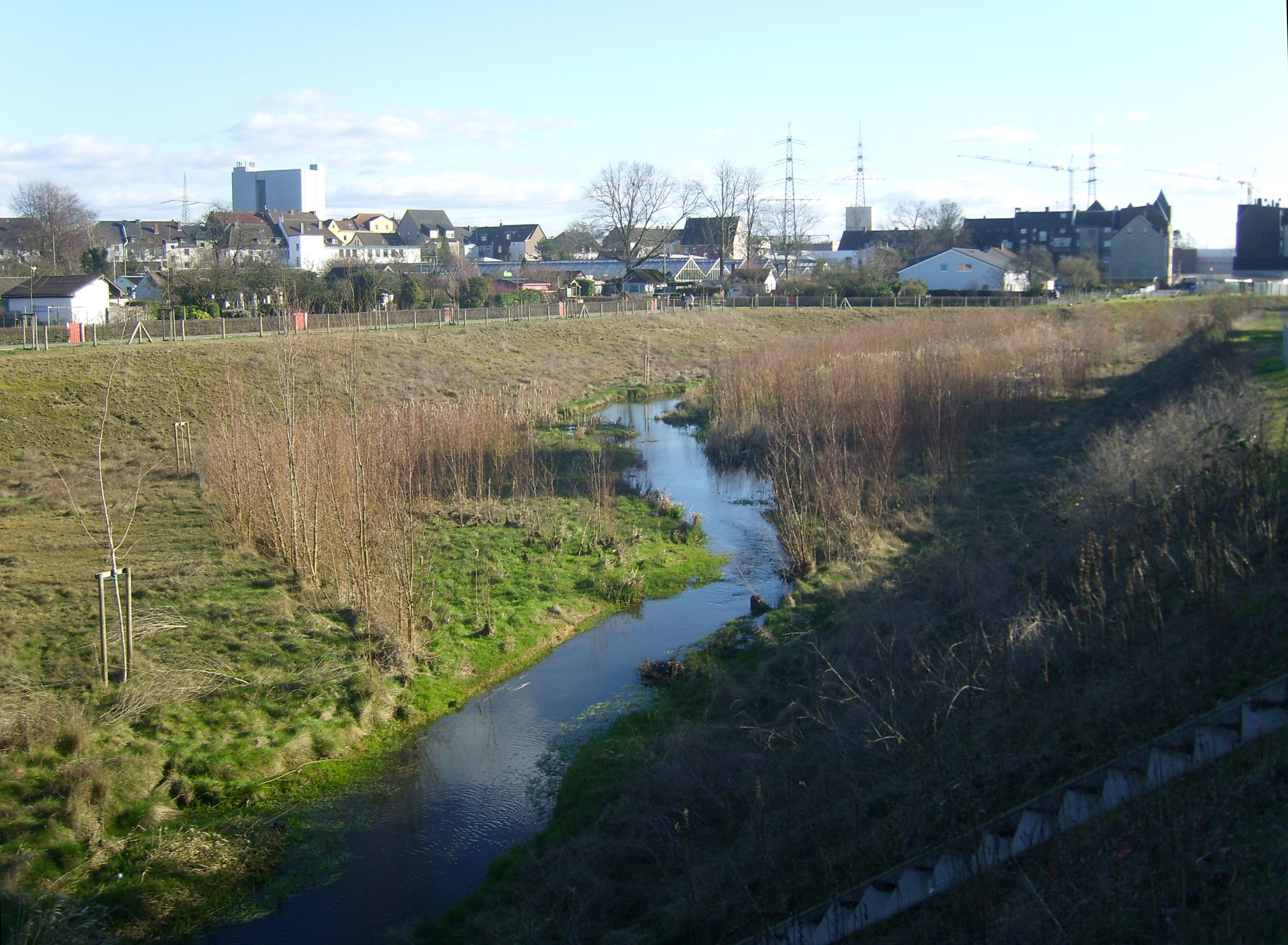
Der renaturierte Hellbach 2023 an der Jungfernheide in Recklinghausen-Süd, Nähe Elsbethklinik

Bis zur Stilllegung der Zeche General Blumenthal Schacht 1 und 2 im Jahr 2003 diente der Hellbach hauptsächlich der Abwasserentsorgung der Zeche und des Recklinghauser Stadtgebiets. Nach der Stilllegung des Bergwerks beschlossen die Stadt Recklinghausen und die Emschergenossenschaft, den Hellbach im Rahmen des Projekts Umbau des Emschersystems zu renaturieren und das Flussbett zu verbreitern. Dazu war eine Trennung des verbleibenden Abwassers von Quell- und Regenwasser erforderlich. Außerdem musste ein wirksamer Hochwasserschutz im dichten Siedlungsgebiet gewährleistet sein. Zu diesen Zwecken wurden seit 2005 am Mittellauf ein 1,4 km langer Abwasserkanal parallel zum Bach und ein Rückhaltebecken gebaut. Im April 2019 wurde dieser Abwasserkanal an den Abwasserkanal Emscher angeschlossen.